# Åvensorin lehto
Åvensorin lehto este o arie protejată (arie specială de conservare — SAC, sit de importanță comunitară — SCI) din Finlanda întinsă pe o suprafață de 70 ha, din care 35 % marine.

## Localizare
Centrul sitului Åvensorin lehto este situat la coordonatele 60°17′31″N 21°32′53″E / 60.2919°N 21.5481°E.

## Înființare
Situl Åvensorin lehto a fost declarat sit de importanță comunitară în august 1998 pentru a proteja 1 specie de animale. Situl a fost protejat și ca arie specială de conservare în aprilie 2015.

## Biodiversitate
Situată în ecoregiunea boreală, aria protejată conține 11 habitate naturale: Lagune de coastă, Pășuni de coastă din Baltica boreală, Pajiști uscate seminaturale și facies de acoperire cu tufișuri pe substraturi calcaroase (Festuco-Brometalia) (* situri importante pentru orhidee), Alvar nordic și șisturi calcaroase precambriene, Pajiști din zone de pădure fino-scandinave, Pante stâncoase calcaroase cu vegetație casmofită, Pante stâncoase silicioase cu vegetație casmofită, Taiga vestică, Păduri fino-scandinave bogate în ierburi cu Picea abies, Păduri acidofile de stejar bătrân cu Quercus robur pe câmpii nisipoase, Păduri naturale în etape succesive primare ale suprafețelor emergente de coastă.
La baza desemnării sitului se află o specie protejată de  nevertebrate: Vertigo geyeri.
Pe lângă speciile protejate, pe teritoriul sitului au mai fost identificate 10 specii de plante, 1 specie de păsări, 13 specii de nevertebrate, 2 specii de pești.